# Suryavarman I
Suryavarman I (en camboyano: សូរ្យវរ្ម័នទី១; póstumamenteNirvanapada) fue un rey del Imperio jemer de 1006 a 1050.: 134–135  Suryavarman usurpó el título real de Udayadityavarman I, derrotando a sus ejércitos en 1002. Después de una larga guerra con el sucesor de Udayadityavarman, Jayavarman,  Suryavarman reclamó el trono en 1010.
Suryavarman era el hijo del rey de Tambralinga,  un reino menor budista en la península malaya (actual Tailandia), dependiente del rival de Angkor, Srivijaya. Suryavarman reclamó el trono jemer por el derecho de su madre, miembro de la familia real jemer.  Mientras el imperio seguía predominantemente el hinduismo Vaishnava, el Devaraja, Suryavarman era un budista mahayana tolerante del creciente budismo theravada: 134  en el reino.
Suryavarman estableció relaciones diplomáticas con la dinastía Chola del sur de la India alrededor de 1012.: 136  Suryavarman envió un carro como presente al emperador Rajaraja Chola I.  Parece que Suryavarman pidió la ayuda del poderoso emperador Rajendra Chola contra Tambralinga. Después de la alianza jemer-chola, Tambralinga buscó el apoyo del rey de Srivijaya, Sangrama Vijayatungavarman. Esto finalmente causó un conflicto entre el imperio Chola y Srivijiya. La guerra acabada con una victoria para la dinastía Chola y Angkor Wat y pérdidas importantes para el Imperio Sri Vijaya y Tambralinga.
Su reinado duró 40 años, muchos de ellos defendiendo su trono. Apodado el "Rey de las Leyes Justas",  consolidó su poder político invitando a cuatro mil oficiales locales al palacio real para un juramento de lealtad. Suryavarman favoreció el budismo pero permitió la práctica del Hinduismo. Su palacio estaba situado en la proximidad de Angkor Thom, siendo el primer monarca jemer en rodear su palacio con un muro.
Suryavarman expandió su territorio al oeste hasta Lopburi, incluyendo la cuenca del Menam en Tailandia, y al este hasta la cuenca del Mekong.: 136–137 
Suryavarman comenzó Preah Khan Kompong Svay y amplió Banteay Srei, Wat Ek Phnom y Phnom Chisor.: 95–96   Las mayores obras del rey fueron Prasat Preah Vihear, en los Montes Dangrek y la conclusión de Phimeanakas y Ta Keo.: 135–136  Suryavarman también empezó el segundo embalse (Baray) de Angkor, al oeste de la ciudad y sumando el 8 km de largo y 2.1 km de ancho.: 371  Acumulaba más de 123 millones de litros de agua y es el mayor baray jemer preservado. Hay indicios de que Suryavarman envió un regalo a Rajendra Chola I,  emperador del Imperio Chola para facilitar el comercio.
Suryavarman murió en 1050 y recibió el título póstumo Nirvanapada ("el rey que ha ido al nirvana"), de acuerdo con sus creencias budistas. Fue sucedido por sus hijos, Udayadityavarman II, quién murió alrededor de 1066 y Harshavarman III (Sadasivapada). Este último continuó la lucha contra las rebeliones internas y las invasiones Champas hasta su muerte en 1080.